# Rio Boceasa
O Rio Boceasa é um rio da Romênia afluente do Rio Drăgan, localizado no distrito de Bihor.